# Pierre Lescot

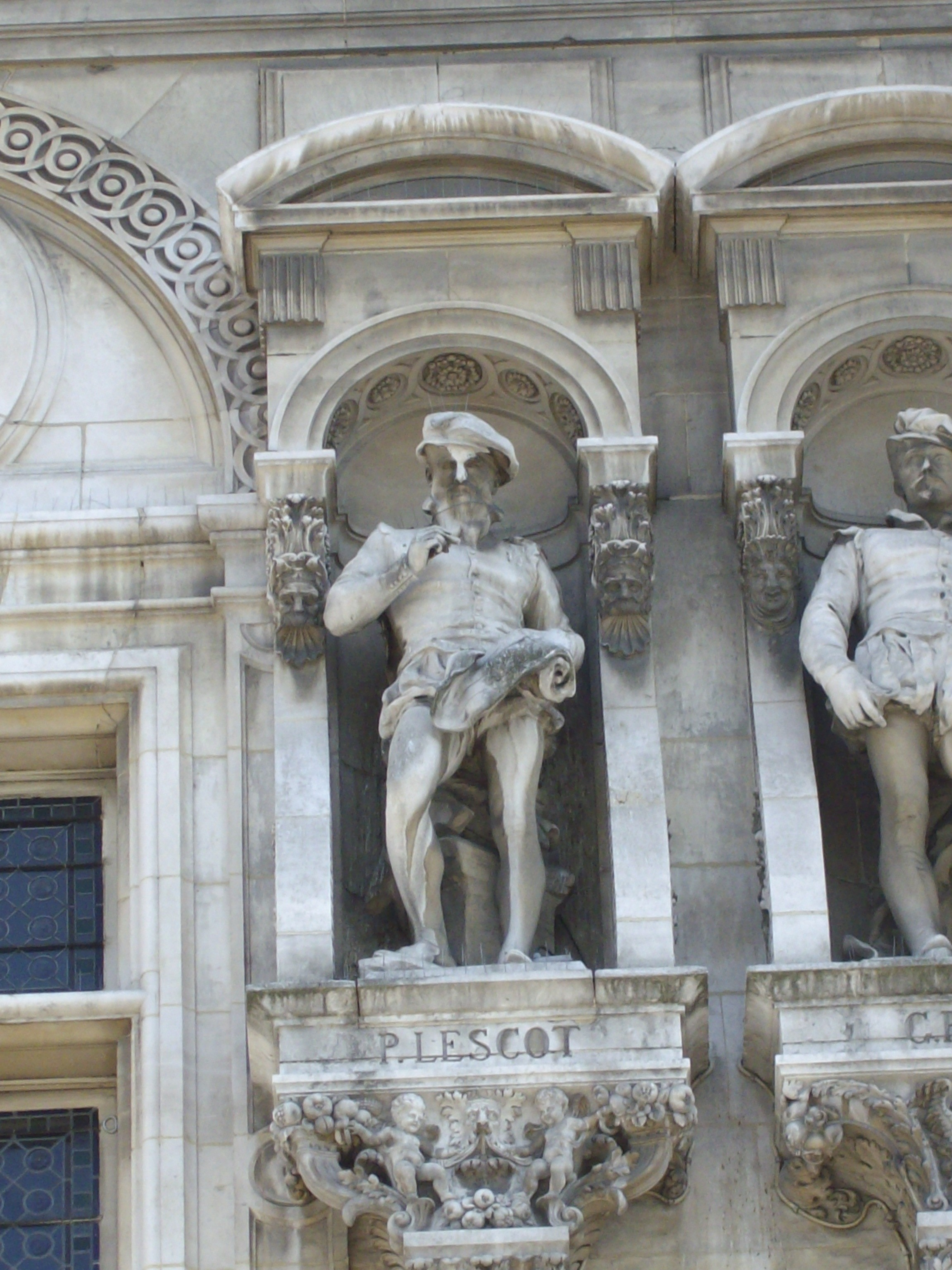
Pierre Lescot

Pierre Lescot, född omkring 1510, död 10 september 1578, var en fransk arkitekt.

## Biografi
Lescot blev ledare för den fullgångna renässansen i Frankrike. Som utövande konstnär framträdde Lescot särskilt vin nybyggnaden av Louvrens sydvästra delar med den berömda gårdsfasaden och det lilla palats, som kalla Hôtel Carnavalet. Tillsammans med Jean Goujon och andra skulptörer utförde han dekorationsarbetena även vid mindre monument, som Fontaine des Innocents.